# Heimatverband Eutin

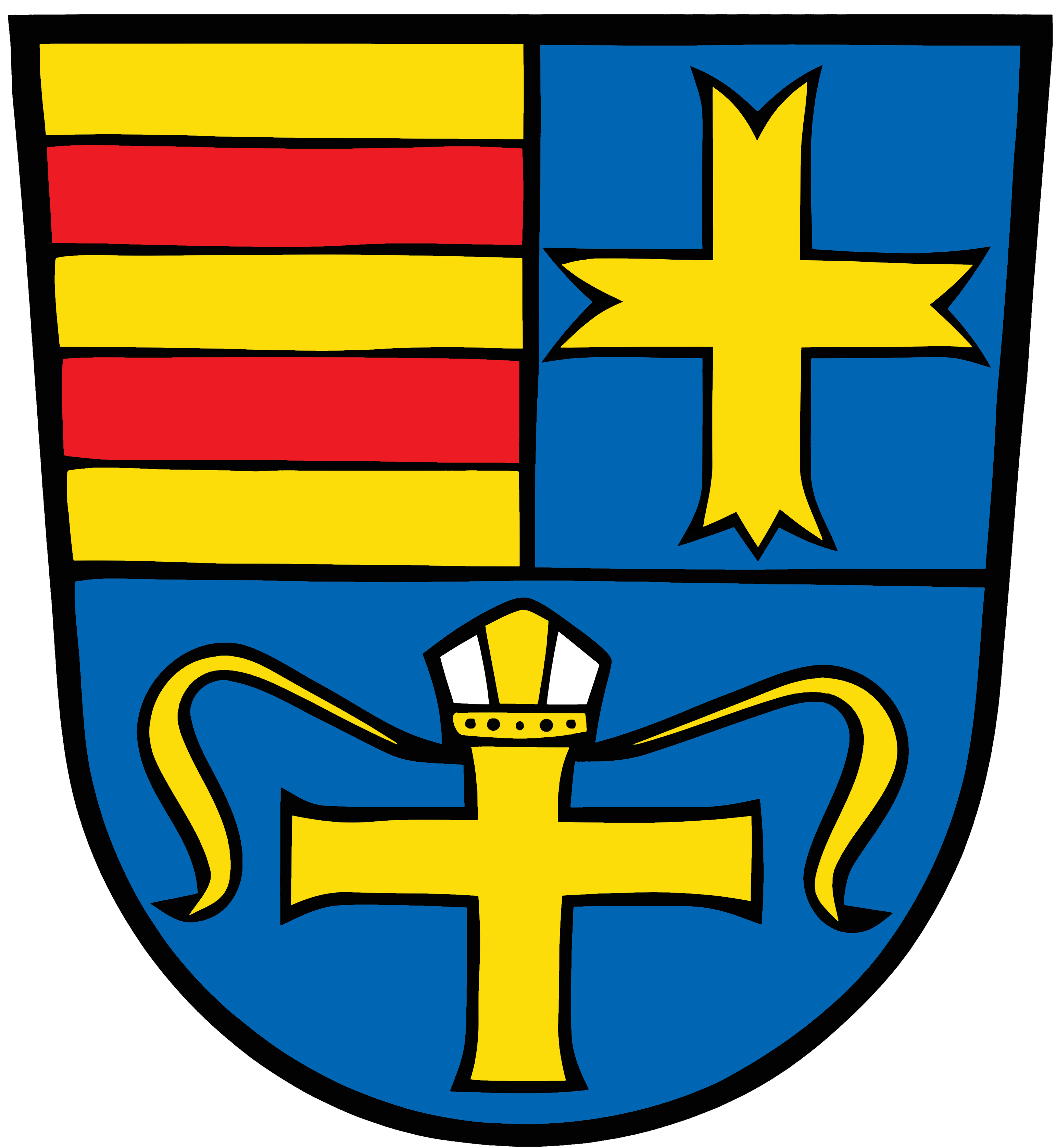
Wappen des ehem. Kreises Eutin – auf dessen Gebiet sich der Heimatverband Eutin in seiner Tätigkeit konzentriert

Der Heimatverband Eutin war ein in Eutin im Kreis Ostholstein in Schleswig-Holstein ansässiger heimatkundlicher Verein.
Der Verband wurde am 29. Oktober 1966 in Eutin (damals Kreis Eutin) als „Verband zur Pflege und Förderung der Heimatkunde im Kreis Eutin e. V.“ gegründet. Nach Zusammenlegung der Kreise Eutin und Oldenburg 1970 zum Kreis Ostholstein benannte sich der Verein in Verband zur Pflege und Förderung der Heimatkunde im Eutinischen e. V. um. Er löste sich zum 31. Dezember 2016 auf.

## Wirkungskreis
Der Verband konzentrierte sich in seinem Wirken insbesondere auf den südlichen Teil des Kreises Ostholstein und dessen Vorgänger:
- Hochstift Lübeck
- Fürstentum Lübeck
- Kreis Eutin
- Ur- und Frühgeschichte des Gebietes.

Der Grund für diesen Fokus war die bis 1937 in weiten Teilen Holsteins beziehungsweise Schleswig-Holsteins getrennt verlaufende historische und politische Entwicklung des südlichen Kreisgebietes.

## Aufgaben und Tätigkeit
Die Aufgabe des Vereins umfasste die Förderung und Pflege der Heimatkunde für die Einwohner des Kreises Ostholstein – insbesondere im südlichen Teil – u. a. durch Unterstützung bei Schutz und Erhaltung von Denkmälern, Durchführung von Vorträgen, Ausflügen, Unterstützung von Museen sowie der Veröffentlichung von heimatkundlichen Schriften.
Der Verein engagierte sich für die Beschilderung von archäologischer Denkmälern (z. B. Informationstafel an der Katzburg) und Gebäuden, die Instandsetzung von Kulturgütern (z. B. Kruzifix der Kirche St. Laurentius (Süsel), Altar der Kirche St.-Michaelis-Kirche (Eutin)), vergab Zuschüsse für Veröffentlichungen und Projekte und rief zu Spendensammlungen auf.

## Mitgliedschaften
- Mitglied im Schleswig-Holsteinischen Heimatbund.
- Es bestanden seit 2000/2001 wechselseitige Mitgliedschaften mit dem Verein Oldenburgische Landschaft und dem Verein für Heimatkunde im Landkreis Birkenfeld e. V.

Der Heimatverband Eutin war Gesellschafter der Eutiner Festspiele.

## Veröffentlichungen
- Jahrbücher:[1]
  - 1967–1969; 1971: Jahrbuch des Kreises Eutin ZDB-ID 290342-8 (4 Bände)
  - 1970; 1972–2016: Jahrbuch für Heimatkunde – Eutin ZDB-ID 290341-6 (bis 2016 46 Bände)
    - Gerhard Kay Birkner: Inhaltsverzeichnis »Jahrbuch für Heimatkunde Eutin« Jahrgang 1 (1967) – 50 (2016), damit Erscheinen eingestellt. In: www.birkner-ploen.de. Abgerufen am 16. August 2023.
- Blätter für Heimatkunde – erschienen bis 1998 alle zwei Wochen im Ostholsteiner Anzeiger (aus denen wurde das Jahrbuch zusammengestellt)
- Erich Zander: Die Geschichte des Armenwesens in der Stadt Eutin vom Mittelalter bis zum 1. Weltkrieg. Eutin 1982
- Frank Petzold: Kriegsende 1945 in Eutin. Eutin 1986
- Sechs Urkunden zur Geschichte der Stadt Eutin. 1982 (zusammen mit dem Landesarchiv Schleswig-Holstein)

## Bekannte Mitglieder
- Max Steen (1898–1997; Gründungsmitglied)